# Prissé-la-Charrière
Prissé-la-Charrière era una comuna francesa situada en el departamento de Deux-Sèvres, de la región de Nueva Aquitania, que el 1 de enero de 2018 pasó a ser una comuna delegada de la comuna nueva de Plaine-d'Argenson al fusionarse con las comunas de Belleville, Boisserolles y Saint-Étienne-la-Cigogne.

## Historia
La comuna de Prissé-la-Charrière fue creada en 1972, con la fusión de las comunas de  La Charrière y Prissé, que fueron suprimidas.

## Demografía
| Gráfica de evolución demográfica de Prissé-la-Charrière entre 1901 y 2015 |
|                                                                           |

Los datos entre 1901 y 2015 son el resultado, en parte, de sumar los parciales de las dos comunas que formaron la comuna de Prissé-la-Charrière, cuyos datos se han cogido de 1901 a 1968, para las comunas de La Charrière y Prissé de la página francesa EHESS/Cassini. Los demás datos se han cogido de la página del INSEE.